# Čeljusna kočnica
Čeljusna kočnica ili bubanj kočnica spada u tarne kočnice. Kod tarnih kočnica dolazi nakon uključivanja kočionog dijela s oblogom do trenja između pokretnih dijelova kočnice i obloge koja miruje. Kočenjem smanjena kinetička energija pretvara se u toplinu. Ova tako razvijena toplina mora biti odvođena, što je zadatak kod konstruiranja kočnice. Tarne kočnice nalaze široku primjenu u raznim industrijskim granama. Omogućuju jednostavne, jeftine, pouzdane i za razne pogone prilagodljive izvedbe. Troškovi održavanja kočnica su niski, vijek trajanja relativno dug, a sile potrebne za uključivanje niske. Ove vrste kočnica služe često i kao sigurnosni organi. Uključivanje kočnice može biti ručno (mehanički), pneumatski, hidraulički, i to bilo direktno ili preko poluga. U nedostatke tarnih kočnica ubrajamo: trošenje tarnih dijelova, promjenjivost kočionog momenta sile. Do ove promjenjivosti dolazi zbog dolazi zbog promjena koeficijenta trenja izazvanog promjenama temperature, vlage, brzine i tlaka na oblogama. Prema načinu izvedbe razlikujemo čeljusne, pojasne, pločaste (lamelne) i stožaste kočnice. 

## Čeljusne kočnice s vanjskim čeljustima
Čeljusne kočnice s vanjskim čeljustima nalaze primjenu u gradnji dizalica, u teškoj industriji i kod prijevoznih (transportnih) uređaja. Dobro se hlade. Uključuju se pomoću opruga, pneumatski, hidraulički, utezima, nožnim ili ručnim djelovanjem na polugu preko kojeg se čeljusti tlače na rotirajući dio kočnice. Povoljnije je ako se koči na onom dijelu pogonskog sustava koji se vrti većom brzinom jer je na tom dijelu moment sile manji. Razlikujemo jednostavne i dvostruke čeljusne kočnice. 

## Unutarnje čeljusne kočnice
Unutarnje čeljusne kočnice najveću primjenu nalaze kod motornih vozila. Na čeljusti prilikom kočenja možemo djelovati ručno, pneumatski ili hidraulički. Tlak čeljusti na unutarnji obod bubnja za kočenje ostvaruje se pomoću klina, grebena, tlačnog cilindra, polužnog ili upravljačkog sustava. Prednost ovih kočnica je u tome da se čeljusti nalaze zaštićene unutar bubnja za kočenje, što omogućuje da koeficijent trenja ne bude izložen vanjskim utjecajima. Loše strane su smanjena pristupačnost dijelova kočnice i slabija mogućnost odvođenja topline. Proizvode se kao simpleksne, dupleksne i servokočnice. 
Simpleksne kočnice imaju dvije čeljusti okretljivo uležištene na svornjaku, koji je učvršćen u onaj dio kočnice koji se ne okreće. Sile kojima se djeluje na svaku čeljust imaju suprotan smjer. Budući da se sile djelovanja na čeljusti ostvaruju bilo pomoću jednakog puta pomaka čeljusti, bilo jednake sile, trošenje čeljusti i sile kočenja nisu na obje čeljusti jednake. Otkočuje se pomoću opruge ili posebnog otkočnog uređaja. 
Dupleksne kočnice imaju dvije čeljusti s pomaknutim okretnim točkama (svornjacima). Pri kretanju kočnog bubnja ulijevo djeluju čeljusti automatski pojačano na tlačnu silu, a pri obratnom smjeru automatski oslabljeno. Ako su za oba smjera vrtnje sile kočenja jednake, moment kočenja je različit. 
Servo kočnice se sastoje, kao i simpleksne i dupleksne kočnice, od dviju čeljusti na koje se može djelovati preko hidrauličkih cilindara. Otkočuje se pomoću opruga. Pri okretanje kočnice ulijevo oslanja se lijeva čeljust svojim donjim krajem na desnu čeljust. Ova se zbog toga pomakne svojim gornjim krajem do oslona na hidrauličkom cilindru. Time je djelovanje obiju čeljusti jednako s djelovanjem dupleksne kočnice. Pri okretanju udesno oslanja se desna čeljust dolje na naslon, pa kočnica djeluje kao simpleksna.

## Slike
|                                        |                                       |                                                      |
| Simpleksna unutarnja čeljusna kočnica. | Dupleksna unutarnja čeljusna kočnica. | Kočne obloge na svojim nosačima za čeljusne kočnice. |